# Sabiene Karlsson
Sabiene Karlsson (28 de marzo de 1962) es una deportista sueca que compitió en biatlón. Ganó dos medallas en el Campeonato Mundial de Biatlón, plata en 1986 y bronce en 1988, ambas en la prueba por relevos.

## Palmarés internacional
| Campeonato Mundial | Campeonato Mundial | Campeonato Mundial | Campeonato Mundial |
| Año                | Lugar              | Medalla            | Prueba             |
| ------------------ | ------------------ | ------------------ | ------------------ |
| 1986               | Falun (Suecia)     | Medalla de plata   | Relevos            |
| 1988               | Chamonix (Francia) | Medalla de bronce  | Relevos            |